# Kostel svatého Cyrila a Metoděje (Brno)

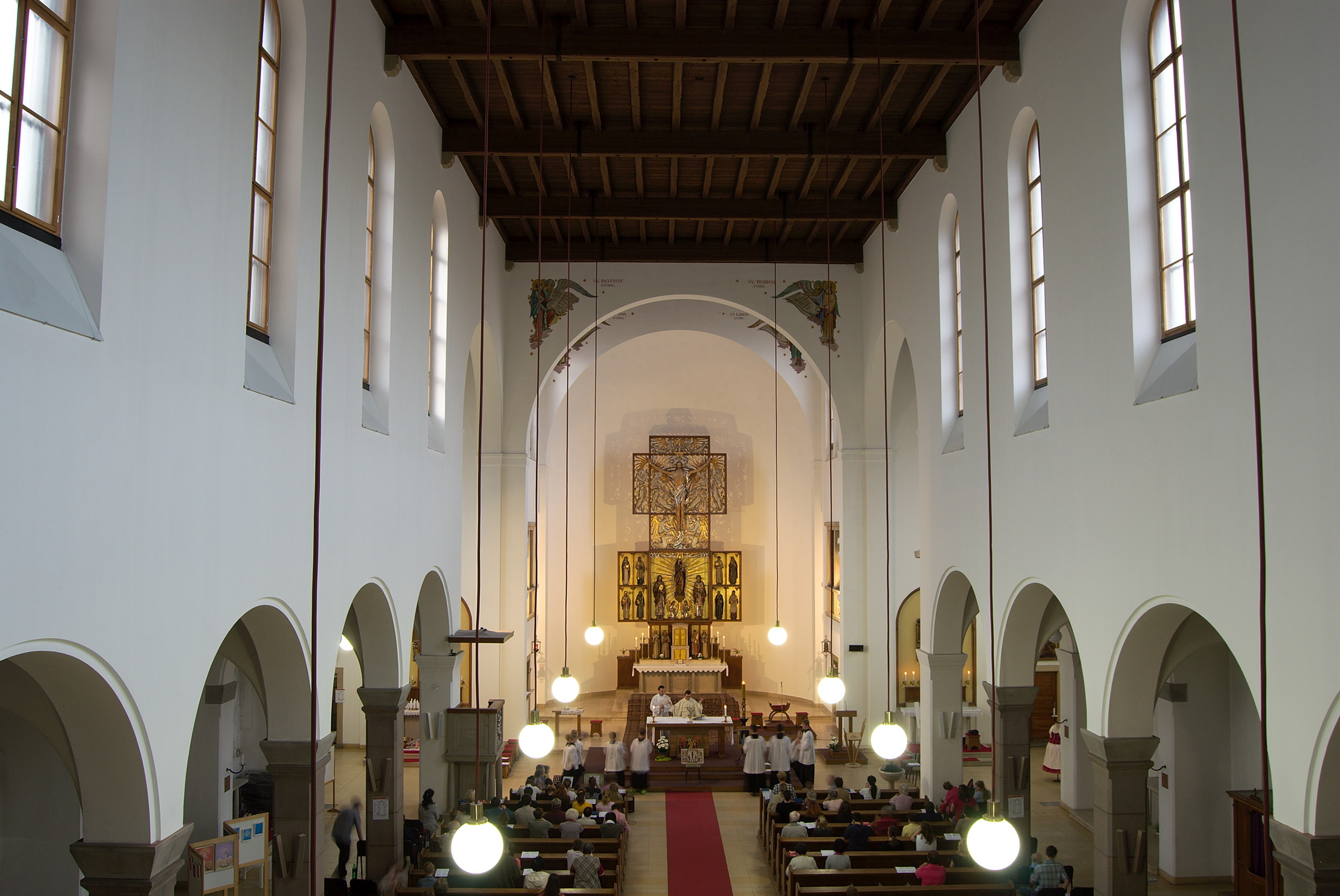
Pohled z kůru

Římskokatolický farní kostel svatého Cyrila a Metoděje se nachází na brněnském katastrálním území Židenice na Nopově ulici. Jde o farní kostel farnosti Brno-Židenice. Kostel je zapsán na seznam kulturních památek České republiky.

## Historie
Přípravy a plány na stavbu kostela započaly ještě před vznikem samostatného Československa v roce 1910. Vznikl „Spolek pro stavbu katolického chrámu v Židenicích-Juliánově“ s cílem postavit kostel a zřídit samostatnou farnost. Hned od vzniku spolku se začalo se shromažďováním finančních prostředků. Spolek za tři roky získal přes 1300 členů a již roku 1911 zakoupil za 95 000 korun komplex pozemků o rozloze 29 810 m2. V roce 1914 dal vypracovat od architekta Vladimíra Fischera náčrtek stavby budoucího chrámu. Přípravy však přerušila první světová válka.
Realizovaný kostel navrhl architekt Klaudius Madlmayr. Základní kámen byl položen 28. října 1928, v červenci 1932 byla Spolkem vybrána k realizaci firma Nekvasil, která zahájila stavbu 3. září 1932. Slavnostně byl kostel vysvěcen 27. října 1935. Ve druhé světové válce byl chrám značně poškozen, avšak brzy po válce byly škody opraveny.

## Popis
Stropy všech tří lodí (hlavní a dvou vedlejších) jsou z modřínového dřeva, klenba nad presbytářem je železobetonová. Po levé straně (od vchodu) stojí samostatná věž-zvonice vysoká 46 metrů a má čtyři zvony z roku 1955 o celkové váze 2473 kg. Průčelí kostela zdobí reliéf sv. Cyrila a Metoděj z hořického pískovce od Julia Pelikána.

## Interiér
Nástěnné malby od Petra Pištělky představují čtyři evangelisty a příchod slovanských věrozvěstů na Velkou Moravu i křest knížete Bořivoje. Malba je provedena na bílé omítce. Hlavní oltář i šest oltářů vedlejších navrhl Klaudius Madlmayr, plastická výzdoba ze dřeva je dílem řezbářské dvojice bratrů Heřmana a Karla Kotrbových. Oltář je křídlový, jeho pozadí má podobu dvojitého cyrilometodějského kříže. Ve střední části oltáře se nachází dřevořezba Židenické Madony s žehnajícím dítětem Ježíšem. Současné varhany jsou z let 1961-1963, prostor nad varhanami vymaloval Ludvík Kolek (1963).